# Varanosaure
El varanosaure (Varanosaurus acutirostris) és una espècie extinta de sinàpsid de la família dels ofiacodòntids o dels varanopsèids que visqué a Nord-amèrica durant el Kungurià (Permià inferior). Se n'han trobat restes fòssils a Texas. Es tracta de l'única espècie reconeguda del gènere Varanosaurus, atès que V. wichitaensis n'és molt probablement un sinònim. Tenia les dents esveltes, uniformes i punxegudes. Basant-se en dents típiques dels ofiacodòntids, com les del mateix varanosaure, s'ha suggerit que aquests animals tenien una dieta piscívora.